# John F. Finerty

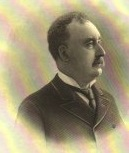
John F. Finerty

John Frederick Finerty (* 10. September 1846 in Galway, Irland; † 10. Juni 1908 in Chicago, Illinois) war ein US-amerikanischer Politiker. Zwischen 1883 und 1885 vertrat er den Bundesstaat Illinois im US-Repräsentantenhaus.

## Leben
John Finerty besuchte die öffentlichen Schulen seiner Heimat. Im Jahr 1864 kam er in die Vereinigten Staaten, wo er als Mitglied der Staatsmiliz von New York an der Endphase des Bürgerkrieges teilnahm. Später arbeitete er als Zeitungsreporter für die Chicago Times. Dabei berichtete er in den 1870er Jahren von den Indianerkriegen im Westen. Von 1879 bis 1881 war er Berichterstatter von den Kongresssitzungen in Washington, D.C. Im Jahr 1882 gründete er in Chicago die Wochenzeitung The Citizen.
Bei den Kongresswahlen des Jahres 1882 wurde Finerty als unabhängiger Kandidat im zweiten Wahlbezirk von Illinois in das US-Repräsentantenhaus in Washington gewählt, wo er am 4. März 1883 die Nachfolge von George R. Davis antrat. Bis zum 3. März 1885 konnte er eine Legislaturperiode im Kongress absolvieren. Zwischen 1906 und 1908 gehörte Finerty dem Ausschuss zur Verbesserung der Infrastruktur von Chicago an. In dieser Stadt ist er am 10. Juni 1908 auch verstorben.

## Schriften
- War-Path and Bivouac, or the conquest of the Sioux. Chicago 1890.